# Embaixada do Canadá em Washington, D.C.
A Embaixada do Canadá em Washington, D.C. é a principal missão diplomática canadense nos Estados Unidos. O atual embaixador é David MacNaughton, no cargo desde março de 2016.